# 타카하시 히로키
타카하시 히로키(일본어: 高橋広樹, 1974년 9월 7일 ~ )은 일본의 남성 성우이자 가수이다. 도쿄도 아다치구 출신. 1994년 마크로스7를 통해 성우로 데뷔했다.
마크로스7에 출연한 것이 인연이 되었는지 1998년 FEEL MEE 레이블을 통해 가수로 데뷔했다. 드래곤볼/애니메이션의 첫 주제가인 불가사의한 어드벤쳐를 부른 것도 그다.
애니메이션에도 자주 출연하지만 주연보다는 조역이 많으며, BL출연이 많은 성우 중 한명이다. 스트리트 파이터 4 이후의 관련 시리즈에서 류를 전부 담당하며 신나게 파동권, 승룡권을 외치고 있다. 목소리의 높은 톤과 낮은 톤의 차이가 크다. 7인조 남성 성우 유닛인 "수수께끼의 신유닛 STA☆MEN"의 멤버 중 하나다.

## 출연작

### TV 애니메이션
1994년
- 마크로스7 (킨류, DJ, 바르고, 전함사A)

1997년
- 꽃보다 남자 (오리베 쥰페이)

1998년
- 김전일 소년사건부 (타키시타 마타로)
- 여기는 카츠시카구 카메아리공원앞 파출소 (Z-1)
- 사일런트 뫼비우스 (아나운서)
- 사쿠라 모모코 극장 코지코지 (발렌타인군, 견우성)
- SHADOW SKILL (야슈발왕,토요, 밀정, 측근 외)
- 발명BOY카니팡 (나무르)
- 꽃피는 천사 텐텐군(잭)
- 비스트 워즈II 초생명체 트랜스포머(항공참모 스타스크림, 참모총장 헬스크림, 닌자 만티스)
- 비밀의 아코짱(제3작)(사토 선생님, 사잔카 레이코의 아버지)
- 꿈의 크레용 왕국(굿 왕자)

1999년
- 헌터 X 헌터 (히소카, 살인청부업자)
- 이솝월드 (니힌벡 나무)
- 김전일 소년사건부 (야마모토 다이고로, 이타쿠라 카츠미)
- 오쟈마죠 도레미 (파파이야형제 형, 야마모토 형사)
- 콜렉터 유이 제1기 (컨트롤)
- 초발명BOY카니팡 (나무르, 나레이션)
- 디지몬 어드벤쳐 (몬자에몽, 나쁜 몬자에몽)
- 마법을 쓰고 싶어! (자위관, 포토그래퍼, 테니스부원)
- 미래소년 코난II 타이거 어드벤처 (다이노 박사)
- 에덴보이즈 (쿠엔, 전령, 마을사람, 인형 외)

2000년
- 두근두근♡전설 마법진 구루구루(도마뱀 이치로, 골렘, 몬스터)
- 레레레의 천재 바카본(키지데스 키지)
- 트랜스포머 카로봇(모리바야시 검사 기르드, 모리바야시 왕 빌드하리켄)
- 빅쿠리맨2000(포가드, 죠카드)
- 아르젠트 소마(학생A, 군인B, 아나운서, 파일럿, 경비원)
- 오쟈마죠 도레미＃(야마카와 아츠시, 낚시꾼, 영화목소리, 키타가와)
- 콜렉터 유이(컨트롤)
- 디지몬어드벤처02(다이스케 아버지)
- 파브르선생님은 명탐정(손님1, 사원, 경관1, 카메라맨, 부하, 기자)
- 마이애미☆건즈(이나바 코스케, 앤서니, 다타마 요시히로, 망토의 괴인)
- 무적왕 트라이제논(키스)
- 유희왕 듀얼몬스터즈(죠노우치 카즈야, 헤르모스)

2001년
- 캡틴 츠바사(리바울)
- 갤럭시 엔젤(아란 킨케이드)
- GEAR전사 덴도우(기사 프리즈)
- 양천인간 바토시라(페가수스라이더, 마가수스라이더, 이이데스세이버, 슈퍼이이데스세이버)
- 행복장의 오코죠씨(타로마루, 츠카하라 아키히)
- 좀더! 오쟈마죠 도레미(키타가와, 손님, 까마귀)
- 마법소녀 고양이 타루토(모나카 이오리)
- 파괴마 사다미츠(루가)
- 테니스 왕자(키쿠마루 에이지, 키사라즈 료, 나가야마 미치오, 고양이 키쿠마루)
- 디지몬 테이머즈(임푸몬, 벨제브몬, 도베르몬)
- 찬스-트라이앵글 세션-(베이스C, 쇼메이 조수)
- 슈퍼갤즈(고토부키 야마토)

2002년
- 봄버맨 제터즈 (MAX, 마이티, 제로)
- 휘슬! (카자마츠리 코우)
- 만월을 찾아서 (코가 아오이)
- 오쟈마죠 도레미 돗캉! (트럼프 킹, 자루, 견우성)
- 격투! 크러시기어TURBO (미도 단)
- 행복장의 오코죠씨 (코죠피 아버지)

2003년
- 크러시기어NITRO (MU)
- Get Backers-탈환대- (나가노 유이치로)
- 보보보보 보보보 (케챠피)
- 금색의 갓슈벨!! (팔코 포르고레)
- BPS 배틀 프로그래머 시라세 (사이토 히데키)
- PAPUWA (리키드)

2004년
- 에어리어88 (사키바슈탈)
- 기동전사 건담SEED DESTINY (아서 트라인)
- GET RIDE! 암드라이버 (쿠크 카란드)
- 사무라이건 (스테키치)
- 무츠엔메이류 외전 수라의 각 (무츠 야쿠모)
- 두사람은 프리큐어 (피서드)
- BURN-UP SCRAMBLE (나루오 유지)
- 달은 동쪽으로 해는 서쪽으로-Operation Sanctuary (히로시 코지)
- tactics (에드워즈)
- 스쿨럼블 (하리마 켄지)

2005년
- LOVELESS (킨카)
- 금색의 갓슈벨!! (밀리언 스츠, 할리젯트)
- 날아라! 호빵맨 (쵸콜렛 맨)

2006년
- 수왕성 (타토우)
- 소년음양사 (리쿠고)
- 스모모모모모모 지상최강의 신부 (이누즈카 코시, 팬더)
- 날아라! 호빵맨 (스이토군)
- 스쿨럼블 2학기 (하리마 켄지, 폰치에 대마왕)
- TOKYO TRIBE2 (나미헤이, 비빔바)
- 두근두근 메모리얼Only love (이누카이 코우야)
- TOKKO 특공 (오가타 참사관)
- NANA(엔도 쇼지)
- 포켓몬스터 어드벤스 제네레이션 (마이크)
- RAY THE ANIMATION (사사야마 토시아키)

2007년
- 가정교사 히트맨REBORN! (스페르비 스쿠알로)
- 데스노트 (스테판 제반니, 아나운서B)
- 디지몬 세이버즈 (오메가몬)
- 일곱빛깔★드롭스 (마츠다, 아서)
- MOONLIGHT MILE 1ST 시즌-LIFT OFF- (사와무라 코스케, 디렉터, 뉴스캐스터 외)
- MOONLIGHT MILE 2ND 시즌-TOUCH DOWN- (사와무라 코스케, 마이크 캘러한)

2008년
- RD 잠뇌조사실 (아오이 소우타)
- 루비글룸 (스컬)
- BLEACH (켄류)
- BUS GAMER (사이토 카즈오)
- 가면의 메이드 가이 (헨드릭 K 스트로베리필드)
- 크리스탈 블레이즈 (JJ)
- 지옥소녀 미츠가나에 (니시다 신)
- 네오 안젤리크 ABYSS (레인)
- 네오 안젤리크 ABYSS-SECOND AGE- (레인)

2009년
- 명탐정 코난 (반노 로벨)
- 파이트 일발! 충전짱!! (오우미 센토)
- 공중그네 (이노 세이지)
- 07-GHOST (베르데슈타인, 크롬, 라그스)

2010년
- 메탈파이트 베이블레이드 폭 (챠우신)
- 세기말 오컬트학원 (스마일, 과학교사)
- 포켓몬스터 다이아몬드&펄 (타쿠토)
- 동물 환경회의 (악어 와닐)
- 트렌스포머 아니메이티드 (부대사령관 옵티머스 프라임)
- 하트캐치 프리큐어! (타쿠토)

2011년
- Rio RainbowGate! (dpfqltm)
- 벨제바브 (대마왕, 아침드라마의 남자)
- 메탈파이트 베이블레이드 4D (챠우신)

2012년
- 명탐정 코난 (무라카미 타쿠야)
- 신 테니스왕자 (키쿠마루 에이지)
- 오늘부터 신령님 (오토 히코)

2013년
- 마기 (자간)
- 마가네부 (하리우 쿄스케)
- 무시부교 (비젠)

2019년
- 앙상블 스타즈! (이츠키 슈)

### 극장판 애니메이션
2024년
- 기동전사 건담 SEED FREEDOM (아서 트라인)

### OVA
2000년
- 천사 금렵구 (ドビエル)

2001년
- 테니스의 왕자님 OVA 전국대회편 (키쿠마루 에이지)

2002년
- 헌터X헌터 OVA (히소카)

2005년
- 스쿨럼블(School Rumble) OVA 1학기 보충수업 (하리마 켄지)

2006년
- 스쿨럼블(School Rumble) OVA 2학기 보충수업 (하리마 켄지)
- BALDR FORCE EXE (野々村 優哉 )

2007년
- 테니스의 왕자님 OVA 전국대회편 Semifinal (키쿠마루 에이지)

2009년
- 헤타리아 Axis Powers (일본, 쿠바)

### Game
- 12시의 종과 신데렐라 - 시리우스 브레드레이
- DRAMAtical Murder - 코우자쿠
- Lucian Bee's - 바바라
- Musketeer -Le Sang des Chevaliers- - 로슈폴
- Riddle Garden - 엘릭 앤더슨
- Solomon's Ring - 벨리알
- Starry☆Sky after autumn - 세나 아몬
- Wand of Fortune - 비랄 아사드 이스난 파란바르도
- Yo-Jin-Bo ~운명의 프로이데~ - 무라사메 진노스케
- 그리고 이 우주에 반짝이는 너의 시 - 라이오스
- 꿈을 다시 한 번 - 쿠가 나오키
- 단죄의 마리아 - 무나카타 시류
- 라스트 에스코트 ~심야의 검은 나비 이야기~ - 쿠가미 엔쥬
- 막말연화 화류검사전 - 토미야마 야헤이
- 발더포스 에그제 레졸루션 - 노노무라 유야
- 별의 왕녀 시리즈 - 도모토 히로시(2), 카타마로(3)
- 서몬나이트 4 - 그랏드
- 쉐도우 하츠&쉐도우 하츠 2 - 우르므나프 보르테 휴가
- 슈퍼로봇대전 MX - 휴고 메디오
- 스트리트 파이터 4 이후 - 류
- 아스카! ~우리들 세이토 고교 야구단~ - 소라타니 하루토
- 어둠의 끝에서 너를 기다린다 - 아오이 미오
- 언라이트 - 아벨
- 엔젤 얼라이언스 택틱스 - 신카이 양유
- 자, 출진! 연전 - 사사키 코지로
- 진삼국무쌍 시리즈 - 가충
- 파랜드 심포니 - 탈리스
- 펀치매니아 북두의 권 - 류우가, 효우
- 프린세스 메이커 4 - 바로아
- 앙상블 스타즈! - 이츠키 슈

### CD DRAMA
- Eternal Guardian～성전사전설～서장（ブラッド）
- 네오 안젤리크 ～새벽의 천사～（レイン）
- 로도스도 전기 바람과 불의 마신 2권 「나르디아의 고뇌」（炎の部族Ｂ）
- 소년음양사 제2권（六合）
- 소년음양사 천호편 제1권（六合）
- 소년음양사 풍음편 제1권（六合）
- 소년음양사 풍음편 제3권（六合）
- 에터널 가디언 성전사전설 서장（ブラッド）
- 이계번성기 히요코야상점2（三笠）
- 파이브 2（岩淵拓依）
- 헤타리아 드라마CD vol.2（日本）
- Landreaall 3 -랜드리올3-아카데미 예술제（カイル）
- 네오 안젤리크 ～황혼의 기사 (나이트)～（レイン）
- 소년음양사 번외편 제1권（六合）
- 소년음양사 제3권（六合）
- 소년음양사 천호편 제3권（六合）
- 소년음양사 풍음편 제2권（六合）
- 소년음양사 풍음편 제4권（六合）
- 요우켄자카부동산 ～그 눈동자에 비치는 것～（赤頭幸）
- 파이브（岩淵拓依）
- 파이브 3（岩淵拓依）
- 헤타리아 드라마CD ～프롤로그～（日本）

### BL CD DRAMA
- 3쉐이크（佐野雅仁）
- Arthur's Guardian 흑판（グレッグ・メイヤー）
- Punch↑（和久井）
- おさる★ばけーしょん（諏訪北斗）
- 나의 목소리 황금거위편（上智渉）
- 네가 사랑에 빠진다（陣内）
- 마법 학원 금단포에므（流れ星一番野郎）
- 마법 학원 몽환 팰리스（流れ星一番野郎／シュウ）
- 마법 학원 유성 왈츠（流れ星一番野郎）
- 변덕스런 펄（田村高彦）
- 비교적 흔히 있는 남학교적 연애사정（大河内俊也）
- 빅건을 가진 남자 ～朝な夕なに乱されて～（風祭礼）
- 사랑의 망설임 사랑의 죄（中島奈津彦）
- 사립상영학원 남자 고등부 쿠라시나 선생님의 수난（秋山光希）
- 오만하고 잔혹한 순정（鷹栖聆一）
- 왕자님의 공부（青山誠一）
- 찐한 차 만드는 법（徳丸円）
- 하트 스트링스（早坂凛）
- Arthur's Guardian 적판（グレッグ・メイヤー）
- DARLING（三浦朋美）
- SEX PISTOLS4（マクシミリアン・シーモア）
- 갈때까지 가보자구（月岡真吾）
- 내과의의 메랑코리（斉藤一馬）
- 러브네코（浅倉）
- 마법 학원 대운동회 전야제（流れ星一番野郎）
- 마법 학원 미궁 로맨스（流れ星一番野郎）
- 마법 학원 유혹 레슨（流れ星一番野郎）
- 분명 순애라고 하는 것은・・・（月岡真吾）
- 빅건을 가진 남자 ～薔薇の鎖で縛めて～（風祭礼）
- 사랑받는 귀족의 신부（滋野井奏）
- 사립 쇼에이학원 남자고등부、쿠라시나 선생의 수난(복각판)（秋山光希）
- 서투른 사일런트（田宮啓吾）
- 오만하고 한결같은 욕망（鷹栖聆一）
- 쫓기는 밤의 짐승 【초회판】（桜田高広）
- 찐한 차 만드는 법2（徳丸円）
- 한밤중의 순정 ～KYOUHAN2～ 【초회판】（北川慎一）

### 외화
•김래원
- 미스터 소크라테스 - 구동혁
- 식객 - 이성찬
- 어린 신부 - 박상민

•이민호
- 개인의 취향 - 전진호
- 꽃보다 남자 한국 드라마판 - 구준표
- 시티헌터 in Seoul - 이윤성

•이민기
- 해운대 - 최형식